# Störtebeker Braumanufaktur
Störtebeker Braumanufaktur GmbH é uma cervejaria em Stralsund, Alemanha, sendo a única cervejaria da cidade. A empresa produz cerveja com as marcas "Störtebeker" e "Stralsunder", bem como água mineral e outras bebidas não alcoólicas. A cervejaria adotou o nome atual no final de 2011; antes disso, era conhecido como Stralsunder Brauerei GmbH. O nome é uma homenagem ao pirata alemão Klaus Störtebeker.

## História
A Störtebeker Braumanufaktur foi fundada em 1827 como "Stralsunder Vereinsbrauerei" e serviu a área circundante, incluindo uma série de resorts ao longo da costa do mar Báltico. Devido ao aumento da demanda, a cervejaria construiu um novo prédio ao longo da Greifswalder Chaussee com tecnologia moderna, incluindo uma das primeiras unidades de refrigeração mecânica.
Após a Segunda Guerra Mundial as operações continuaram, e a cervejaria foi reincorporada como uma Volkseigener Betrieb (VEB) de propriedade pública. Devido ao envelhecimento da tecnologia e à dificuldade de adquirir matérias-primas de qualidade, a qualidade e a lucratividade da cervejaria diminuíram. Após a reunificação da Alemanha, a cervejaria foi adquirida pelo Nordmann Unternehmensgruppe em 1991, que investiu na modernização e na criação da nova "Braugasthaus Alter Fritz".